# مری گوردون (بازیگر)
مری گوردون (انگلیسی: Mary Gordon؛ ‏ ۱۶ مهٔ ۱۸۸۲ – ۲۳ اوت ۱۹۶۳) بازیگر اهل بریتانیا بود.

## فیلم‌شناسی

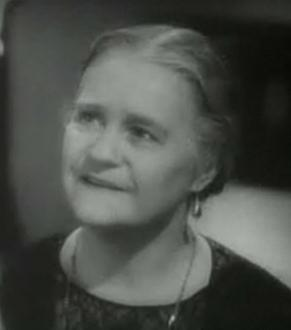
مری گوردون در سال ۱۹۳۵

از فیلم‌هایی که وی در آن نقش داشته است، می‌توان به بانی اسکاتلند، در لباسی خیره‌کننده، دره من چه سرسبز بود، شرلوک هولمز و سلاح سری، فرشتگانی با چهره‌های کثیف، شرلوک هولمز در واشنگتون، نخاله‌ها در دریا، دژ آپاچی، عروس فرانکنشتاین، زن عنکبوتی، درنده باسکرویل، ماجراهای شرلوک هولمز، زن سبزپوش، مروارید مرگ، شرلوک هولمز و بانگ وحشت، شرلوک هولمز با مرگ روبه‌رو می‌شود، ماری ملکه اسکاتلند و خیش و ستارگان اشاره کرد.